# 太史灣村
太史灣村，爲浙江省湖州市濱湖街道下轄的一個行政村，西靠弁山，東臨長田洋，南靠市行政中心，北近太湖。

## 歷史
俗傳「太史灣」之名以三國時吳國名將太史慈葬此得名。

## 簡介
村域總面積3.5平方公里，總人口數1171人，戶數325戶，總勞動力有770人，耕地面積1034畝，桑地面積有207畝，魚塘面積54.2畝，分佈在4個自然村，8個生產隊中。

## 外部連結
- 太史灣村網站（页面存档备份，存于）